# Martin Gruber
Martin Gruber (Monaco di Baviera, 16 maggio 1970) è un attore tedesco.

## Biografia
Martin Gruber è nato a Monaco di Baviera da genitori entrambi infermieri, ed è cresciuto a Obergiesing. Dopo aver frequentato la scuola alberghiera e aver lavorato come barista in vari locali, a vent'anni si trasferisce a Los Angeles e tre anni dopo a New York, dove studia recitazione presso il William Esper Studio e l’Actors Movement Studio. L'interesse per la recitazione nasce in seguito a un piccolo ruolo ottenuto nel 1992 nella miniserie televisiva I moschettieri del 2000 (Ring of the Musketeers).
Dopo aver recitato in teatro, cinema e televisione, raggiunge la popolarità grazie alla soap opera Sturm der Liebe, trasmessa in Germania su Das Erste (e in Italia da Mediaset con il titolo Tempesta d'amore), dove interpreta Felix Tarrasch Saalfeld, antagonista del cugino Robert Saalfeld, interpretato da Lorenzo Patanè. In seguito, il suo personaggio acquista una crescente importanza fino a diventare il protagonista maschile della quarta stagione, mentre la protagonista femminile è Ivanka Brekalo nel ruolo di Emma Strobl, futura moglie di Felix.
Il 31 maggio 2008 a Nola, insieme a Susan Hoecke (Viktoria Tarrasch, sorella adottiva di Felix), riceve un riconoscimento speciale nell'ambito del Premio Napoli Cultural Classic consegnato da Lorenzo Patanè, vincitore anch'egli del premio. Il giorno successivo si svolge il primo raduno dei fan italiani di questa soap amatissima in vari paesi del mondo. Nel 2010, insieme a Ivanka Brakelo, ritorna per alcune puntate nel cast di Tempesta d'amore.
Gruber è noto anche per aver recitato, dal 2009 al 2014, nelle prime sei stagioni della serie televisiva Die Bergretter, trasmessa su ZDF, nel ruolo del protagonista Andreas Marthaler, capo del servizio di soccorso alpino di Ramsau am Dachstein.
Dal 2021 recita nella serie televisiva italiana di Rai 1 Il commissario Ricciardi (ambientata nella Napoli degli anni trenta) interpretando il maggiore della cavalleria germanica Manfred Kaspar von Brauchitsch, addetto culturale del consolato tedesco.

### Vita privata
Martin Gruber è sposato con Corinna, dalla quale ha una figlia, Paulina, nata l'11 dicembre 2010. Da una precedente relazione Gruber ha un altro figlio, Tristan.

## Filmografia

### Cinema
- High Score, regia di Gustav Ehmck (1990)
- Tod im Paradies, regia di Sigi Rothemund (1996)
- Hunger - Sehnsucht nach Liebe, regia di Dana Vávrová (1997)
- Tigermännchen sucht Tigerweibchen, regia di Michael Kreihsl (2002)
- White Nights, regia di Alain Silver (2005)
- The Indie Pendant, regia di Kelly Schwarz (2005)
- Geister der Weihnacht, regia di Julian Köberer (2018)

### Televisione(parziale)
- I moschettieri del 2000 (Ring of the Musketeers), regia di John Paragon – miniserie TV (1992)
- So ist das Leben! Die Wagenfelds, regia di Michael Karen e Rainer Wolffhardt – serie TV (1995)
- First Love - Die große Liebe, registi vari – serie TV, 4 episodi (1996)
- Der Skorpion, regia di Dominik Graf – film TV (1997)
- Frucht der Gewalt, regia di Nikolai Müllerschön – film TV (1997)
- Tatort (Tatort: Der Teufel), regia di Thomas Freundner – film TV (1997)
- Lonny, der Aufsteiger, regia di Tom Toelle – film TV (1998)
- Stefanie (Für alle Fälle Stefanie), registi vari – soap opera, 23 episodi (1998-1999)
- Rosamunde Pilcher - I migliori anni della nostra vita (Rosamunde Pilcher: Blüte des Lebens), regia di Gero Erhardt – film TV (1999)
- No Sex, regia di Josh Broecker – film TV (1999)
- Die rote Meile, registi vari – serie TV, episodio 1x12 (2000)
- Powder Park, registi vari – serie TV, episodi 1x10 e 2x04 (2001-2005)
- SOKO - Misteri tra le montagne (SOKO Kitzbühel), registi vari – serie TV, episodio 1x05 (2001)
- Samt und Seide, regia di Gunter Friedrich – serie TV, 24 episodi (2001-2004)
- La casa del guardaboschi (Forsthaus Falkenau), registi vari – serie TV, episodio 12x04 (2002)
- Polizeiruf 110, registi vari – serie TV, episodio 31x01 (2002)
- SOKO 5113, registi vari – serie TV, 4 episodi (2004-2018)
- Expeditions to the Edge, regia di Philip Denham – serie TV, episodio 6 (2004)
- Die Rosenheim-Cops, registi vari – serie TV, episodio 6x07 (2006)
- Inga Lindstrom - Nuvole su Sommarholm (Inga Lindström: Wolken über Sommarholm), regia di Karola Meeder – film TV (2006)
- Tempesta d'amore (Sturm der Liebe), registi vari – soap opera, 651 episodi (2006-2015)
- Die Bergretter, registi vari – serie TV, 38 episodi (2009-2014)
- Utta Danella, registi vari – serie TV, episodio 1x21 (2011)
- Il commissario Ricciardi, regia di Alessandro D'Alatri – serie TV, episodio 1x06 (2021)

### Cortometraggi
- Art of Matter, regia di Robert Nelms (2004)
- Jet Blue, regia di Tatja Pielewa (2005)
- Intelligence, regia di Allen Martinez (2006)
- Du machst das schon, regia di Frederic Welter (2008)

## Teatrografia
- Cosi (2002)
- Ein Sommernachtstraum (2003)
- Etude 96 (2004)
- Cabaret (2005)
- Die Räuber (2005)
- Harry & Sally (2006)
- Das Wirtshaus im Spessart (2006)

## Doppiatori italiani
Nelle versioni in italiano delle opere in cui ha recitato, Martin Gruber è stato doppiato da:
- Stefano Brusa in Tempesta d'amore[8]